# Protanyderus sikkimensis
Protanyderus sikkimensis är en tvåvingeart som beskrevs av Alexander 1961. Protanyderus sikkimensis ingår i släktet Protanyderus och familjen Tanyderidae.
Artens utbredningsområde är Sikkim. Inga underarter finns listade i Catalogue of Life.